# همبستگی جزئی

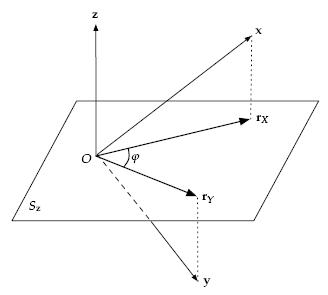
تعبیر هندسی همبستگی جزئی: همبستگی جزئی همبستگی بین دو بردار باقی‌مانده r_{X} و r_{Y} را پیدا می‌کند که مولفهٔ در راستای بردار سوم z آن‌ها حذف شده‌است.

در آمار و احتمال، همبستگی جزئی یا همبستگی پاره‌ای میزان پیوستگی بین دو متغیر تصادفی را اندازه می‌گیرد در حالی که تأثیر دیگر متغیرها حذف شده‌اند.
همبستگی جزئی بین دو متغیر X و Y زمانی که n متغیر کنترل Z = {Z1, Z2, … , Zn} داده شده‌اند به صورت ρXY·Z نمایش داده می‌شود و برابر با ضریب همبستگی بین باقیمانده‌های RX وRY حاصل از رگرسیون خطی X برحسب Z و Y برحسب Z است.
به عبارت دقیق‌تر، ابتدا دو رگرسیون خطی زیر انجام می‌شوند:
{\displaystyle \mathbf {w} _{X}^{*}=\arg \min _{\mathbf {w} }\left\{\sum _{i=1}^{N}(x_{i}-\langle \mathbf {w} ,\mathbf {z} _{i}\rangle )^{2}\right\}}
{\displaystyle \mathbf {w} _{Y}^{*}=\arg \min _{\mathbf {w} }\left\{\sum _{i=1}^{N}(y_{i}-\langle \mathbf {w} ,\mathbf {z} _{i}\rangle )^{2}\right\}}
که در آن N اندازهٔ نمونه و {\displaystyle \langle \mathbf {v} ,\mathbf {w} \rangle } ضرب داخلی بین دو بردار v و w را نشان می‌دهد. سپس باقیمانده‌ها به صورت زیر حساب می‌شوند:
{\displaystyle r_{X,i}=x_{i}-\langle \mathbf {w} _{X}^{*},\mathbf {z} _{i}\rangle }
{\displaystyle r_{Y,i}=y_{i}-\langle \mathbf {w} _{Y}^{*},\mathbf {z} _{i}\rangle }
و همبستگی جزئی نمونه به صورت زیر محاسبه می‌شود:
{\displaystyle {\hat {\rho }}_{XY\cdot \mathbf {Z} }={\frac {N\sum _{i=1}^{N}r_{X,i}r_{Y,i}-\sum _{i=1}^{N}r_{X,i}\sum _{i=1}^{N}r_{Y,i}}{{\sqrt {N\sum _{i=1}^{N}r_{X,i}^{2}-\left(\sum _{i=1}^{N}r_{X,i}\right)^{2}}}~{\sqrt {N\sum _{i=1}^{N}r_{Y,i}^{2}-\left(\sum _{i=1}^{N}r_{Y,i}\right)^{2}}}}}.}